# Tall Rifat (poddystyrykt)
Tall Rifat – jedna z 6 jednostek administracyjnych trzeciego rzędu (nahijja) dystryktu Azaz w muhafazie Aleppo w Syrii.
W 2004 roku poddystrykt zamieszkiwało 43 781 osób.